# Tau5 Eridani
Pour les articles homonymes, voir Tau Eridani.
Désignations
Tau5 Eridani (τ5 Eridani / τ5 Eri) est une étoile binaire de la constellation de l'Éridan. Elle est visible à l'œil nu avec une magnitude apparente combinée de 4,26. D'après la mesure de sa parallaxe annuelle par le satellite Hipparcos, le système est distant d'environ ∼ 293 a.l. (∼ 89,8 pc) de la Terre.
Tau5 Eridani est une étoile binaire spectroscopique à raies doubles. Les deux étoiles ont une orbite proche avec une période de 6,2 jours et une excentricité de 0,2. En moyenne, elles sont séparées de 0,183 ua.
Sa composante primaire est une étoile bleu-blanc de la séquence principale de type spectral B0 V. Elle est âgée d'environ 175 millions d'années et elle tourne sur elle-même à une vitesse de rotation projetée de 55 km/s. L'étoile est environ 3,3 fois plus massive que le Soleil et son rayon est 3,2 fois plus grand que le rayon solaire. Elle est 188 fois plus lumineuse que le Soleil et sa température de surface est de 12 514 K.
La composante secondaire est une autre étoile bleu-blanc de la séquence principale, de type spectral B9 V. Elle est légèrement plus petite, avec un rayon qui est estimé valoir 2,6 fois le rayon solaire.
τ5 Eridani ne possède pas de compagnon stellaire visuel proche, mais la galaxie IC 1953 est située à moins de 10' d'elle. C'est l'un des membres les plus brillants d'un groupe épars de la galaxies nommé le groupe de l'Éridan (en), qui apparaissent dispersées autour des composantes de τ Eridani.